# 卡穆蒂
卡穆蒂（Kamuthi），是印度泰米尔纳德邦Ramanathapuram县的一个城镇。总人口13135（2001年）。

## 人口
该地2001年总人口13135人，其中男性6318人，女性6817人；0—6岁人口1535人，其中男792人，女743人；识字率75.41%，其中男性为80.37%，女性为70.81%。